# Uberlândia
Uberlândia est une commune brésilienne de l'ouest de l'État du Minas Gerais, localisée à 556 km au nord-ouest de Belo Horizonte.
À la fin des années 1880, la municipalité de São Pedro de Uberabinha devint indépendante d'Uberaba, mais ce n'est qu'en 1929 que la ville commença à s'appeler "Uberlândia". Après l'indépendance, la zone urbaine de la ville connut une croissance significative et, au début du XXe siècle, Uberlândia avait déjà diversifié ses secteurs industriels.
Le produit intérieur brut (PIB) de la municipalité est le 27e du Brésil, avec une forte concentration dans les services. Côté tourisme, la ville attire les visiteurs grâce à ses nombreuses attractions culturelles, naturelles et architecturales, telles que le marché municipal, le parc Sabiá, le parc municipal Victorio Siquierolli, la place Clarimundo Carneiro, la place Tubal Vilela, la place Bicota/Rosário et la célèbre avenue Rondon Pacheco.

## Géographie
Uberlândia se situe à une latitude de 18° 55′ 08″ sud et à une longitude de 48° 16′ 37″ ouest. L'altitude est de 863 mètres au centre-ville, mais elle varie de 622 à 930 mètres, et présente une moyenne de 887 mètres sur la commune.
Sa population était de 604 013 habitants au recensement de 2010 et de 662 362 habitants en 2015 selon l'estimation de l'Institut Brésilien de Géographie et Statistique. La commune s'étend sur 4 115,21 km2, dont 135,35 km2 sont situés en zone urbaine et 3 979,86 km2 .
Elle est la deuxième ville de l'État par la population et l'activité économique. Elle se situe dans le triangle Mineiro.
Elle possède une université, l'Universidade Federal de Uberlândia (UFU).

## Communications
L'indicatif de Uberlândia (MG) est le 34 .

## Toponyme
Le premier nom de la ville actuelle de Uberlândia fut São Pedro de Uberabinha, district de Uberaba en 1857. La loi d'État no 23 du 14 mars 1891 la rebaptisa simplement Uberabinha. Le 19 octobre 1929, la ville prit son nom actuel de Uberlândia, un nom composé de deux mots d'origines différentes : « uber » et « lândia » :
- Uber provient du tupi 'yberaba (« eau brillante ») ;
- Lândia provient de l'allemand land (« terre »).

## Personnalités liées à Uberlândia
- Grande Otelo (1915-1993) est natif de la ville et y est inhumé.